# Руденка (Сумская область)
Руденка (укр. Руденка) — село,
Марчихино-Будский сельский совет,
Ямпольский район,
Сумская область,
Украина.
Код КОАТУУ — 5925681905. Население по переписи 2001 года составляло 86 человек.

## Географическое положение
Село Руденка находится на берегу реки Шеенка,
выше по течению на расстоянии в 1 км расположено село Марчихина Буда.
В 2,5 км расположено село Родионовка.
Село окружено лесным массивом (сосна, дуб).